# Championnat de Guinée de football 2008-2009
Navigation
Saison 2007-2008 Saison suivante
La saison 2008-2009 du Championnat de Guinée de football est la 45e édition du championnat de première division guinéenne. Il se déroule sous la forme d’une poule unique avec quatorze formations, qui s’affrontent à deux reprises. En fin de saison, les deux derniers du classement sont relégués et remplacés par les deux meilleurs clubs de Ligue 2, la deuxième division guinéenne.
C'est le club de Fello Star, tenant du titre, qui remporte à nouveau le championnat cette saison, après avoir terminé en tête du classement final, avec quatre points d’avance sur Horoya AC et treize sur l’Atlético de Coléah. C'est le quatrième titre de champion de Guinée de l'histoire du club.

## Les clubs participants
| Club                 | Ville   |
| -------------------- | ------- |
| Horoya AC            | Conakry |
| ASFAG                | Conakry |
| Atlético de Coléah   | Conakry |
| AS Mineurs Sangarédi | Conakry |
| Hafia FC             | Conakry |
| Milo FC              | Kankan  |
| AS Ashanti GB        | Siguiri |
| Satellite FC         | Conakry |
| Fello Star           | Labé    |
| AS Batè Nafadji      | Kindia  |
| UC Kankan            | Kankan  |
| Espoir de Labé       | Labé    |
| Baraka Football Club | Conakry |
| CI Kamsar            | Kamsar  |

## Compétition

### Classement
| Rang | Équipe                | Pts | J  | G | N | P | Bp | Bc | Diff |
| ---- | --------------------- | --- | -- | - | - | - | -- | -- | ---- |
| 1    | Fello StarT           | 56  | 26 |   |   |   |    |    |      |
| 2    | Horoya AC             | 52  | 26 |   |   |   |    |    |      |
| 3    | Atlético de Coléah    | 43  | 26 |   |   |   |    |    |      |
| 4    | ASFAG                 | 40  | 26 |   |   |   |    |    |      |
| 5    | CI Kamsar             | 37  | 26 |   |   |   |    |    |      |
| 6    | Hafia FC              | 34  | 26 |   |   |   |    |    |      |
| 7    | AS Ashanti GB         | 32  | 26 |   |   |   |    |    |      |
| 8    | Satellite FC          | 30  | 26 |   |   |   |    |    |      |
| 9    | AS Batè Nafadji       | 28  | 26 |   |   |   |    |    |      |
| 10   | AS Mineurs Sangaredi  | 28  | 26 |   |   |   |    |    |      |
| 11   | Espoir de Labé        | 27  | 26 |   |   |   |    |    |      |
| 12   | Baraka Football ClubC | 27  | 26 |   |   |   |    |    |      |
| 13   | UC Kankan             | 27  | 26 |   |   |   |    |    |      |
| 14   | Milo FC               | 24  | 26 |   |   |   |    |    |      |

|  | Qualification pour la Ligue des champions de la CAF 2010 |
|  | Qualification pour la Coupe de la confédération 2010     |
|  | Relégation directe en deuxième division                  |
|  | T : Tenant du titre C : Vainqueur de la Coupe de Guinée  |

## Bilan de la saison
| Championnat de Guinée de football 2008-2009 |                       |
| Champion                                    | Fello Star (4e titre) |
| Coupes et trophées                          |                       |
| Vainqueur de la Coupe de Guinée 2008-2009   | Baraka Football Club  |
| Qualifications continentales                |                       |
| Ligue des champions de la CAF 2010          | Fello Star            |
| Coupe de la confédération 2010              | Baraka Football Club  |
| Promotions et relégations                   |                       |
| Promus en Ligue 1                           | AS Kaloum Star        |
| Promus en Ligue 1                           | Étoile de Guinée      |
| Relégués en Ligue 2                         | UC Kankan             |
| Relégués en Ligue 2                         | Milo FC               |